# شبكة تفاعل
شبكة التفاعل شبكة من الفروع التي ترتبط بخصائص معينة.
إذا كانت الخصائص هي الفيزيائية والجزيئية، و الشبكة مجموعة من التفاعلات الجزيئية التي تحدث عادة في الخلية.
شبكة التفاعل أصبحت موضوع بحث مهم في علم الأحياء في السنوات الأخيرة بسبب التقدم السريع في إنتاج بيانات عالية الدقة وبكميات هائلة.

## الروابط الخارجية
- Interactomics.org: موقع معلومات عن التفاعلات البيولوجية .
- قاعدة بيانات-- كندا